# Revista Nueva (Madrid)
Revista Nueva fue una revista cultural editada en Madrid a lo largo de 1899.

## Historia
Editada en Madrid, esta revista finisecular publicó su primer número el 15 de febrero de 1899. Su fundador fue Luis Ruiz Contreras. En ella participaron autores como Ramiro de Maeztu, Miguel de Unamuno, Pío Baroja, Valle-Inclán, José Martínez Ruiz, José María Matheu Aybar, Gonzalo de Reparaz y José Lasalle, entre otros, varios de ellos miembros destacados de la generación del 98. Su último ejemplar apareció el 5 de diciembre de 1899.
En 1979 se reeditó la revista en una obra de dos volúmenes titulada Revista Nueva: 1899, con estudio introductorio de José Carlos Mainer.